# Per Mickwitz
Per Mickwitz, född 1964, är en finländsk professor i miljöpolitik. Han är från och med den 1 januari 2019 verksam vid Lunds universitet, samt föreståndare för Internationella miljöinstitutet (iiiee) fram till 2021. Innan sitt tillträde som föreståndare för iiiee var Mickwitz forskningsdirektör vid Finlands miljöcentral.
Mickwitz blev färdig magister i ekonomi från Helsingfors universitet år 1989 och disputerade år 2006 vid Tammerfors universitet i administrativa vetenskaper med doktorsavhandlingen Environmental Policy Evaluation: Concepts and Practice. Den adresserar frågorna "Borde klimatpolicy utvärderas?" och "Hur kan klimatpolicy utvärderas?". Han jobbade för Finlands miljöcentral åren 1997–2018, i egenskap av forskningsdirektör från 2012. Innan det har han jobbat vid Vilt- och fiskeriforskningsinstitutet samt vid Statens ekonomiska forskningscentral.
Mickwitz har även skött andra  akademiska uppdrag. Till dessa hör ordförande för den Europeiska miljöbyråns vetenskapliga kommitté (2016–2018), ordförande för Finlands strategiska forskningsråd (2014–2018), medlem i finska marinforsknings infrastrukturnämnden (FINMARI), ordförande för Helsingfors universitets institut för hållbarhetsvetenskaps rådgivande nämnd.